# Kaieteur
Kaieteur (ang. Kaieteur Falls) – wodospad w środkowej Gujanie, na rzece Potaro, położony na terenie parku narodowego Kaieteur. Zasadniczą część wodospadu stanowi 226-metrowy swobodny spadek wody z krawędzi piaskowcowego płaskowyżu. Poniżej znajduje się ciągnąca się na długości 8 km kaskada o wysokości 25 m. Tym samym całkowita wysokość wodospadu wynosi 251 m. Średnia szerokość na progu waha się w granicach 90-105 m, w porze deszczowej sięga 122 m.
Wodospad odkryty został w 1870 roku przez brytyjskiego geologa Charlesa Barringtona Browna.